# Districte d'Anguía
El districte d'Anguía és un dels vint que conformen la província de Chota, situada al departament de Cajamarca al Nord del Perú. Delimita pel Nord amb els districtes de San Luis de Lucma i La Ramada de la província de Cutervo, per la banda de l'Est amb el districte de Chimbán, per els altres costat amb el Sud i l'Oest amb el districte de Tacabamba.

## Geografia
El districte està situat en un ramal disn de la Cordillera Occidental entre els paral·lels 6° 20´ i 78° 87´ 00" de la longitud Oest del Meridià de Greenwish.
També compte amb els rius de Tacabamba, Nungo, Llaucan i Chilac.

## Demografia
Actualment el districte compte amb més de 4.550 habitants, contant els habitants que viuen a la capital distrital i a les comunitats de veïns rpartides per tot el territori.
La capital del Districte, és Anguía Ciutat situada a 2450 msnm.
El gentilici d'aquesta localitat és Anguià, Anguiana.

## Govern actual
Actualment, l'alcalde d'Anguía es el Senyor José Nenil Medina Guerrero, que va ser escollit a les Eleccions Municipals d'Anguía del 2019. I té un mandat de 3 anys, per tant, la seva legislatura finalitzarà l'any 2022.

## Serveis
El districte d'Anguia té a disposició molts serveis, com per exemple:
Energia Elèctrica
El districte compte amb Electricitat des de l'any 1985, i fou uns dels impulsors per a la construcció de la Central Hidroelèctrica de Guienamayo. Actualment els veïs de les grans ciutats, com els de les comunitats i centres poblats d'ANguía, tenen disponibilitat el 95% d'ells, les 24 hores el dia i els 365 dies l'any.
Hidrografia
Anguía es terra amb molts rius i les seves fluents, per això hi passen molts rius per sota del districte, com per exemple:
- Riu Guineamayo
- Riu Tacabamba
- Riu Llaucano
- Riu Chilac
- Riu Nungo

## Patrimoni
Anguía disposa dels Banys Termals d'OPA procedents del riu Guineamayo. I també te la propietat dels Banys Termals d'OROYA, a vora del riu Tacabamba. Gràcies a això, Anguía és una atracció turística per la gent d'altres territoris de la regió. Degut a aquestes belleses naturals, el turisme és molt elevat.

## Transport
El districte està ben comunicat via terrestre amb altres territoris, amb les sevs comunitats i els seus pobles veïns. Són les següents carreteres:
- Anguía - Tacabamba - Conchán - Chota - Cajamarca
- Anguía - Chota - Chiclayo
- Anguía - Cutervo - La Capella - Puerto Chiple a la Carretera Olmos Marañón
- Anguía - Socota - Sant Andreu - Sant Tomàs - Pinpincos - Puerto Cuyca
- Anguía - Sant Lluís de Lucma - La Ramada - Sant Joan - Port Malleta

## Economia
Anguía és un dels majors productors de fruites de la província de Chota. Concretament es cultiven fruites com Plàtans, Taronges, Lúcmes, Llimes i Canyes de Sucre, degut que el territori i les seves terres s'adapten als requisits de les plantes de sucre, són els grans proveïdors d'aquestes fruites en gran part de la regió cajamarquina.

## Festius
La feria més important que es celebra al districte d'Anguía, és per a la Mare de Déu dels Dolors, patrona del districte i se celebra els dies 12 i 13 de setembre de cada any. On normalment acostumen a venir gent de fe cristiana i catòlica de totes les parts del pais.
Gener: Adoració dels Reis Mags al Nen Jesús.
Abril:
1. Dilluns: Dilluns de Pasqua.
2. Dimarts: Sant Josep.
3. Dimecres: Primer dia de la Verge.
4. Dijous: Dijous Sant.
5. Divendres: Divendres Sant.
6. Dissabte: Verge del Rosari.
7. Diumenge: Diumenge de Resurrecció.

Maig: Festa de Les Creus.
Setembre: Verge dels Dolors.

## Centres Poblats
El districte d’Anguí, situat a Chota, està format per els següents centres poblats i/o comunitats de veïns:
- Aliso
- Agua Brava
- Calabozo
- Chugur
- Chuspa
- Chamana
- Azafrán
- Colcabamba
- Pampagrande
- La Succha
- Pilco
- Opa
- Lanchepampa
- Vilcasit
- Ushun
- Anguía
- Rodeopampa
- Tayapotrero
- Tendal
- Chambe
- Chiut
- Huallangate
- Vista Alegre

## Persones rellevants
- José Inés Requejo Rivarola.
- Segundo Leopoldo Díaz Sánchez
- Gervacio Villegas Olano
- Víctor Alejandro Sánchez Olano
- Juan Meoño Saldaña.